# 구로차량사업소
구로차량사업소(九老車輛事業所)는 서울특별시 구로구 구로동에 있는 한국철도공사 소속 차량기지이다. 광명 셔틀 4량 전동열차가 심야에 6편성이 주박한다.

## 개요
주요 업무는 경부선 영등포~금천구청 구간과 경부고속선 금천구청~광명 구간에만 운행하는 한국철도공사 319000호대 전동차 4편성과 경인선, 경부선, 장항선, 병점기지선, 경원선, 서울 지하철 1호선을 운행하는 한국철도공사 341000호대 전동차의 55편성과 한국철도공사 311000호대 전동차의 전기 편성 전동차 중 31132, 35~38편성과 함께 중기 편성 전동차 중 42~58편성, 그리고 후기 편성 전동차 중 83~90, 92~99, 31200~15, 40~56편성에 대한 입·출고와 경정비 업무를 한다.  국토교통부의 철도거리표에는 구로기지(九老基地)로 되어 있다.

## 배선도
구로역과 구로차량기지의 배선도는 다음과 같다. 구로차량기지는 경인선과 경부선의 분기점인 구로역에서 연결 선로가 구로고가 철교를 타고 경부선 측으로 있다. 기지내에는 별도의 전철역은 없으나 인근에 구일역, 가산디지털단지역이 위치하며, 구로역과 인출입선로로 연결된다.

## 업무
- 한국철도공사 311000호대 전동차,  한국철도공사 319000호대 전동차 입·출고 검수관리 (여기서 31204~15는 주둥이 전동차다.)

## 사고
2010년 5월 1일에 사업소 내에서 1058편성과 575편성(현 31174편성)의 정면 추돌 사고가 발생하였다. 이 사고로 5075호의 전면부가 일부 파손되었으며, 1058편성은 중간 프레임이 휘어 결국 폐차 처리되었다. 사고 후에 31174편성은 문산차량기지 중수선에 입창되어 장기간 복구작업을 마치고 정상 운행 중이다.